# Russula fragilis
Russula fragilis var. fragilis Fr., Epicrisis Systematis Mycologici (Upsaliae): 359 (1838).
La Russula fragilis  è una piccola Russula riconoscibile per il colore a toni prevalentemente porpora del cappello, il filo eroso delle lamelle, la sporata bianca, la carne molto friabile e il suo sapore acre.

## Descrizione della specie
Cappello
3-4(7) cm di diametro, convesso, subito espanso leggermente depresso al centro, più o meno striato.
Cuticolaseparabile più della metà, liscia, brillante, un po' viscosa, di colore rosa o rosa violaceo, più scura al centro, può assumere tonalità brunastro-olivastre, tende a decolorarsi a maturità.
Marginesottile, regolare, molto presto scanalato.
Lamelle
Spaziate, mediamente fitte, fragili, anastomosate, adnate o libere al gambo, bianche, con lieve tendenza scurire, con filo di solito seghettato.
Gambo
4-5 x 0,7-1,5 cm, cilindrico, a volte claviforme, attenuato in alto, ingrossato alla base, fragile, pieno, poi midolloso, asciutto, rugoso, bianco, piuttosto liscio, tende ad ingiallire al tocco e a maturità.
Carne
Molto fragile, sottile, bianca, ingiallente a maturità.
- Odore:  fruttato, come di cocco.
- Sapore: molto acre.

Spore
7-9 x 6-7,5 µm, ovoidali, ialine, verrucose, con verruche unite da creste a formare un reticolo, bianche in massa, amiloidi.

## Habitat
Cresce nei boschi di latifoglia, aghifoglia ed anche sotto macchia mediterranea, da giugno a novembre.

## Commestibilità
Non commestibile.

## Etimologia
Dal latino fragilis = fragile, per la fragilità della carne.

## Sinonimi e binomi obsoleti
- Agaricus fallax Schaeff., Fungorum qui in Bavaria et Palatinatu circa Ratisbonam nascuntur 4: tab. 16 (1774)
- Agaricus fragilis Pers., Synopsis Methodica Fungorum (Göttingen): 440 (1801)
- Bolbitius vitellinus var. fragilis (Pers.) J. Favre, Beitr. Kryptfl. Schweiz 10(no. 3): 147 (1948)
- Russula bataillei Bidaud & Reumaux, Russules Rares ou Méconnues (Marlioz): 281 (1996)
- Russula emetica subsp. fragilis (Pers.) Singer, (1932)
- Russula fallax (Schaeff.) Fr., Hymenomyc. eur. (Upsaliae): 449 (1874)
- Russula fragilis Fr., Epicrisis Systematis Mycologici (Upsaliae): 359 (1838) [1836]
- Russula fragilis var. fallax (Schaeff.) Massee, Brit. Fung.-Fl. 3: 76 (1893)
- Russula fragilis var. violascens Secr. ex Gillet, Hyménomycètes (Alençon): 245 (1876)